# Christoffer Buster Reinhardt
Christoffer Buster Reinhardt (født 25. marts 1991 i Gentofte) er en dansk politiker. Han repræsenterer Det Konservative Folkeparti, for hvem han er gruppeformand og politisk leder i Region Hovedstaden.
Christoffer Buster Reinhardt startede sin politiske karriere i Konservativ Ungdom, som han sad i landsledelsen for i årene 2011-2013.
Har siden kommunal- og regionsrådsvalget i 2017 været medlem af regionsrådet i Region Hovedstaden og kommunalbestyrelsen i Rudersdal Kommune. Ved regionsrådsvalget i 2017 fik han 5.375 personlige stemmer, og ved kommunalvalget samme år fik han 494 personlige stemmer.
I Region Hovedstaden er han formand for regionens Sundhedsudvalg og det særlige opgaveudvalg vedrørende børn og unge som patienter. Han er desuden medlem af regionens trafikudvalg, forskningsudvalg, forretningsudvalg og dialogforum vedrørende Sundhedsplatformen.
I Rudersdal Kommune er han medlem af Miljø- og Trafikudvalget, Byplanudvalget, Bycenterudvalget (næstformand) og det lokale handicapråd.
Christoffer Buster Reinhardt er desuden medlem af Trafikselskabet Movias bestyrelse og bestyrelsen for Lokaltog A/S, samt Danske Regioners sundhedsudvalg samt arbejdsgruppe vedrørende prioritering i sundhedsvæsenet.
Ved kommunal- og regionsrådsvalget i 2021 fik Christoffer Reinhardt 1.158 personlige stemmer ved kommunalvalget i Rudersdal Kommune og 9.755 personlige stemmer ved regionsrådsvalget, det ottende højeste personlige stemmetal i regionsrådsvalget i Region Hovedstaden det år svarende til knap 1,1% af samtlige de afgivne gyldige stemmer ved valget. I januar 2022 blev Christoffer Buster Reinhardt valgt som formand for den konservative byrådsgruppe i Rudersdal.
Christoffer Buster Reinhardt har 9.klasses afgangseksamen fra Dronninggårdskolen (1996-2007), samfundsfaglig studentereksamen fra Nærum Gymnasium (2007-2010) og er fra Københavns Professionshøjskole uddannet lærer (2014-2018).
Tidligere har han arbejdet som bilforhandler og i Det Konservative Folkepartis organisations- og kampagneafdeling. Privat er han bosat i Holte.